# Koezma Petrov-Vodkin
Koezma Sergejevitsj Petrov-Vodkin (Russisch: Кузьма Сергеевич Петров-Водкин) (Chvalynsk nu oblast Saratov 24 oktober [O.S. 5 november] 1878- 15 februari 1939), was een Russische schilder.
Vanaf zijn vijftiende was Koezma Petrov-Vodkin eerst een leerling van Fjodor Boerov, daarna van Valentin Serov. Hij studeerde technisch tekenen in Samara (1893-1895) en verkreeg zijn kunstopleiding in Sint-Petersburg, Moskou, München en Parijs. Hij reisde in het eerste decennium van de 20e eeuw naar Italië, Griekenland, Frankrijk en Afrika. Petrov-Vodkin vestigde zich in 1908 in Sint-Petersburg en werd vanaf 1910 leraar aan verschillende kunstscholen in die stad. Hij was lid van De Blauwe Roos en van Kunstwereld (Mir Iskoesstva). Hij nam deel aan de tentoonstellingen Het Gulden Vlies (Moskou, 1908, 1909, 1910).
Als leerling van Anton Aschbe in München in 1901 kwam hij onder invloed van het Duitse symbolisme. Zijn stijl is verder beïnvloed door het fauvisme, maar ook door de kleurrijke iconen van de Russische stad Novgorod. Opvallend zijn de felle kleurcontrasten, eenvoudige compositie en grote kleurvlakken (vooral felrood en blauw). Zijn werk werd door tijdgenoten vaak gezien als blasfemisch en erotisch.
Veel van zijn werken zijn te zien in het Russisch Museum in Sint-Petersburg. 

## Werk

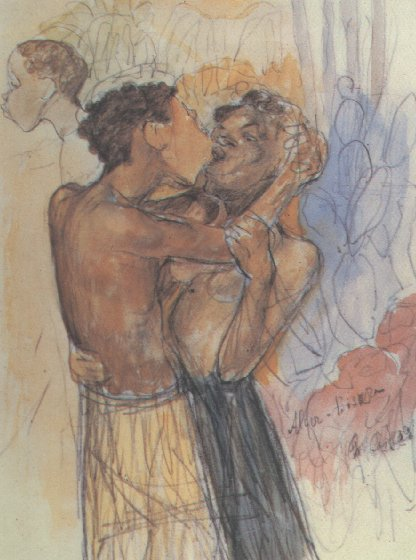
Kus
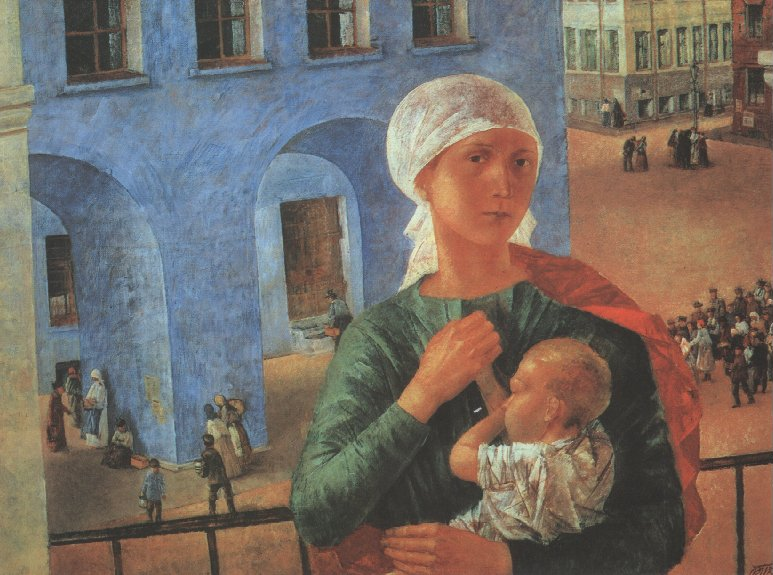
Madonna van Petrograd
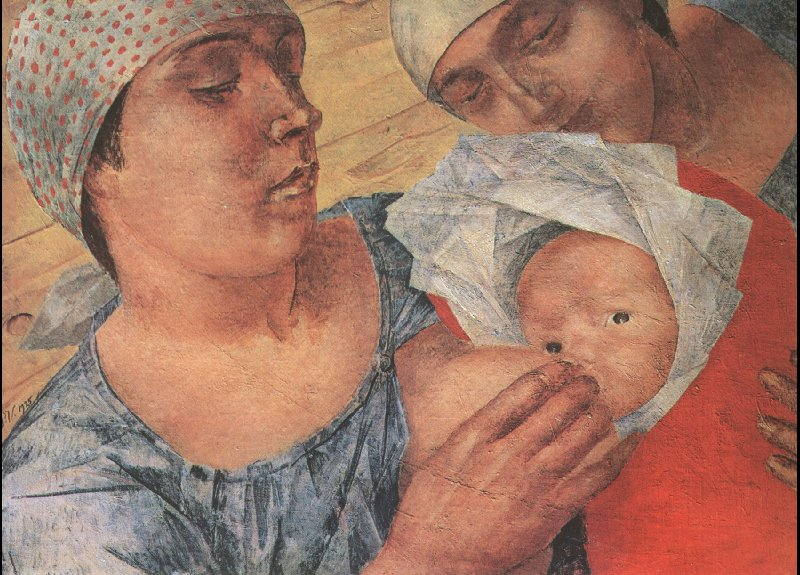
Moederschap
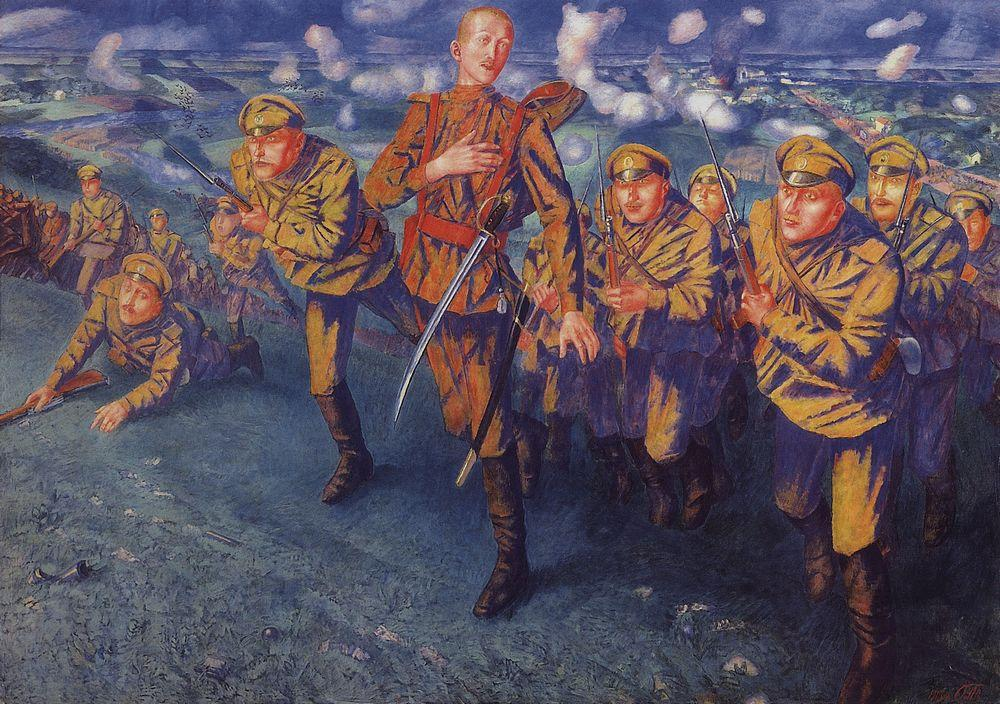
In de vuurlinie
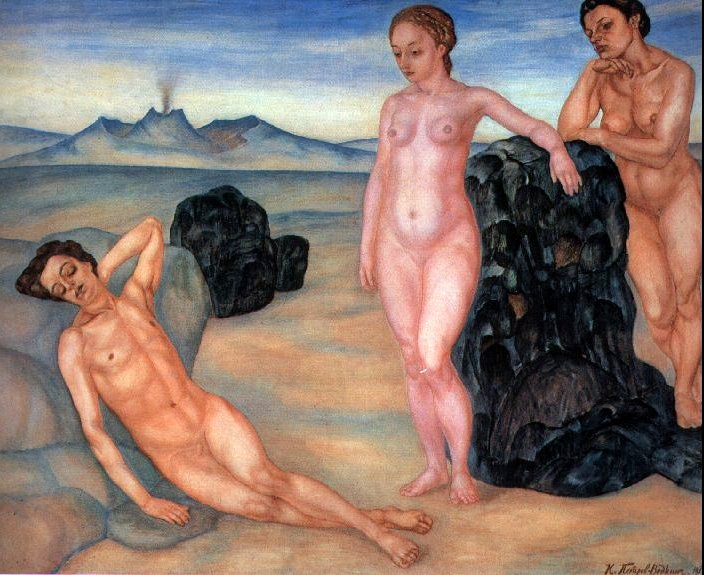
Droom
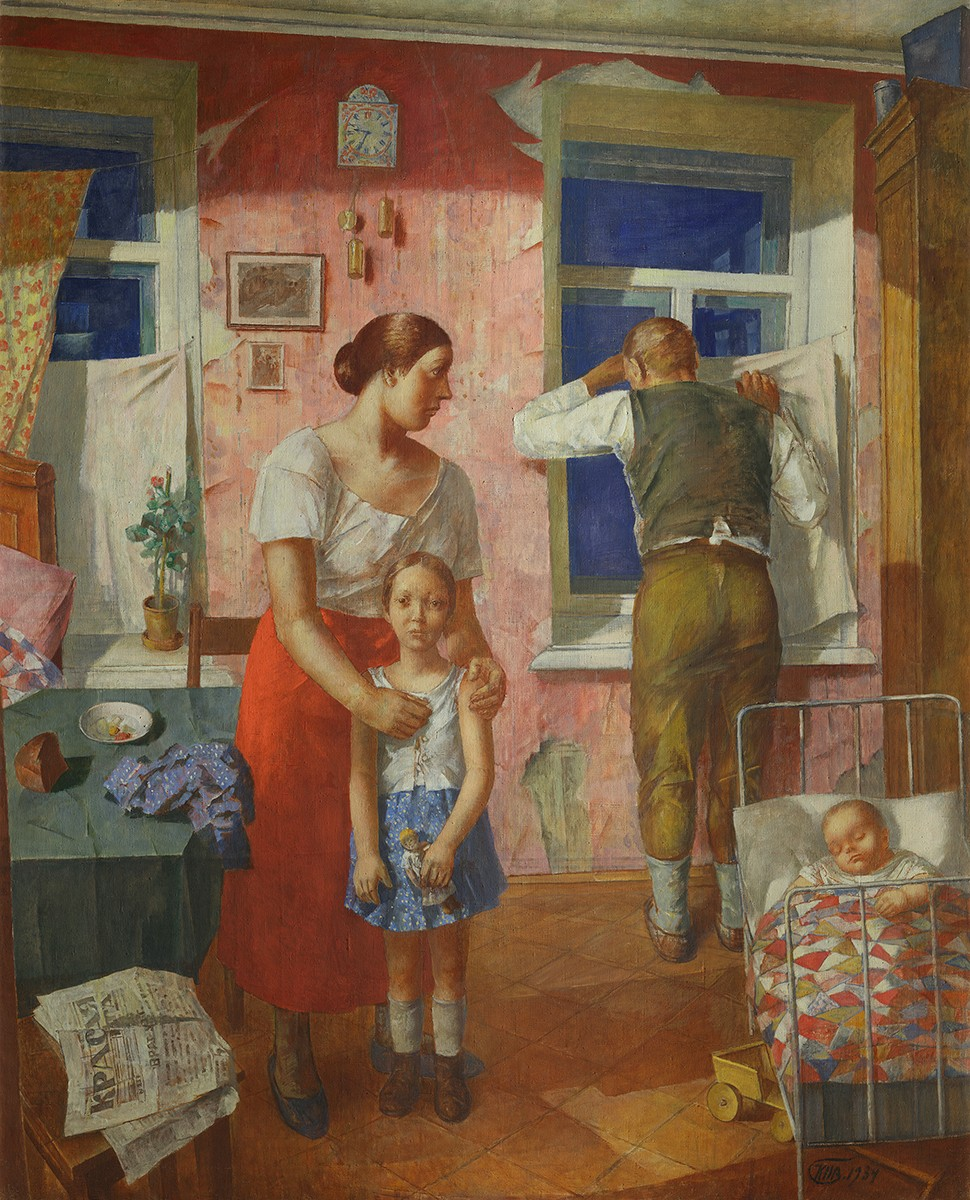
1919. Alarm.
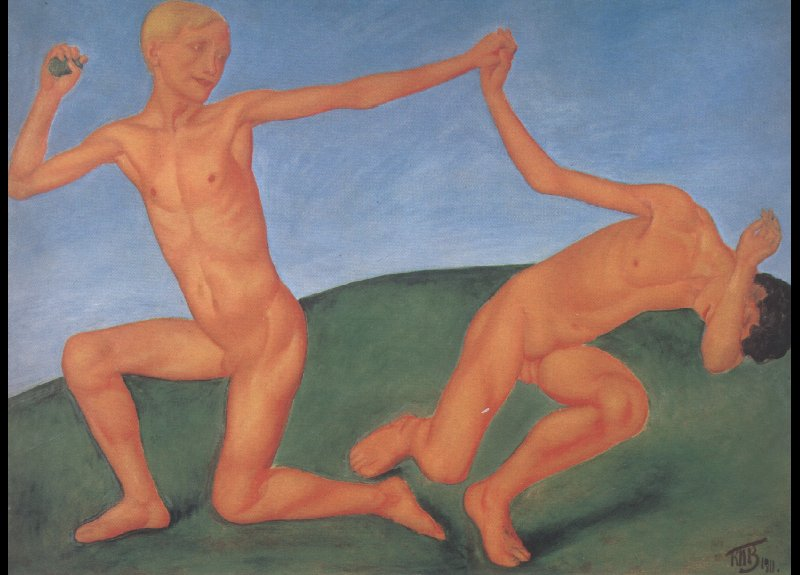
Jongens
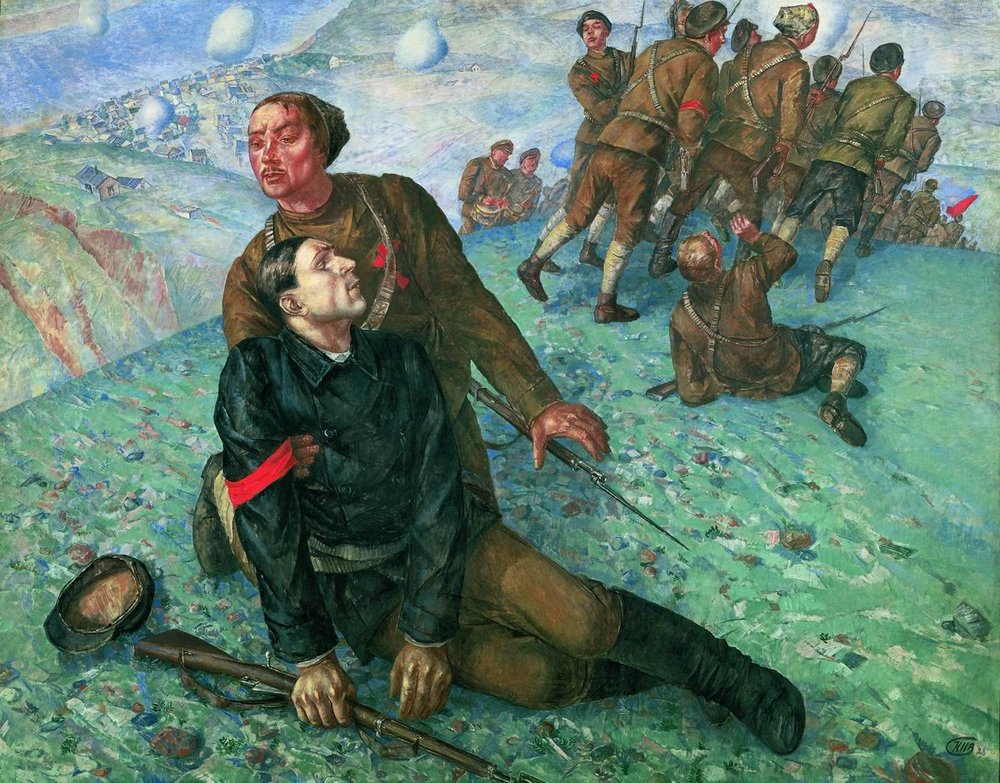
Dood van een commissaris
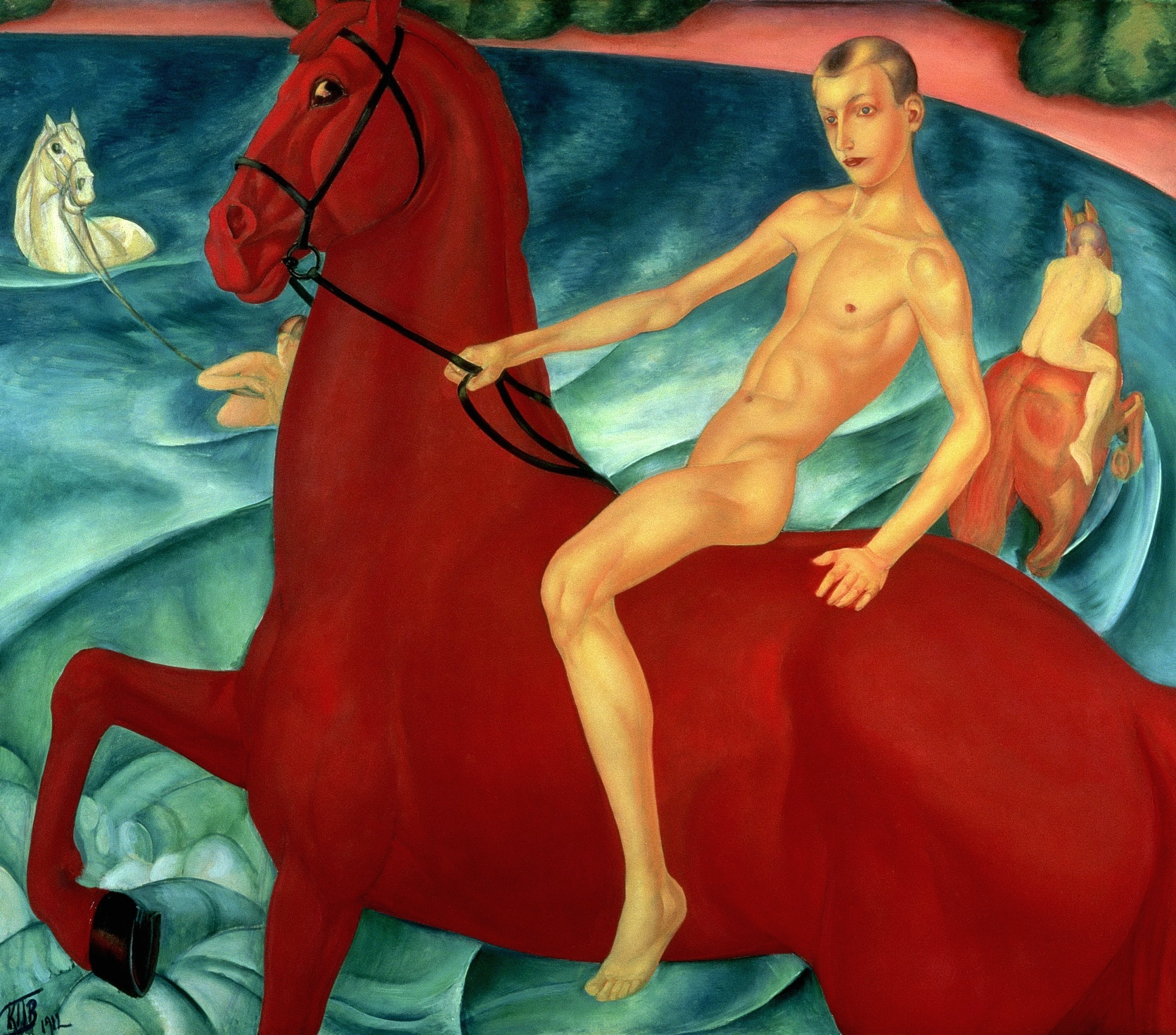
Het baden van een rood paard
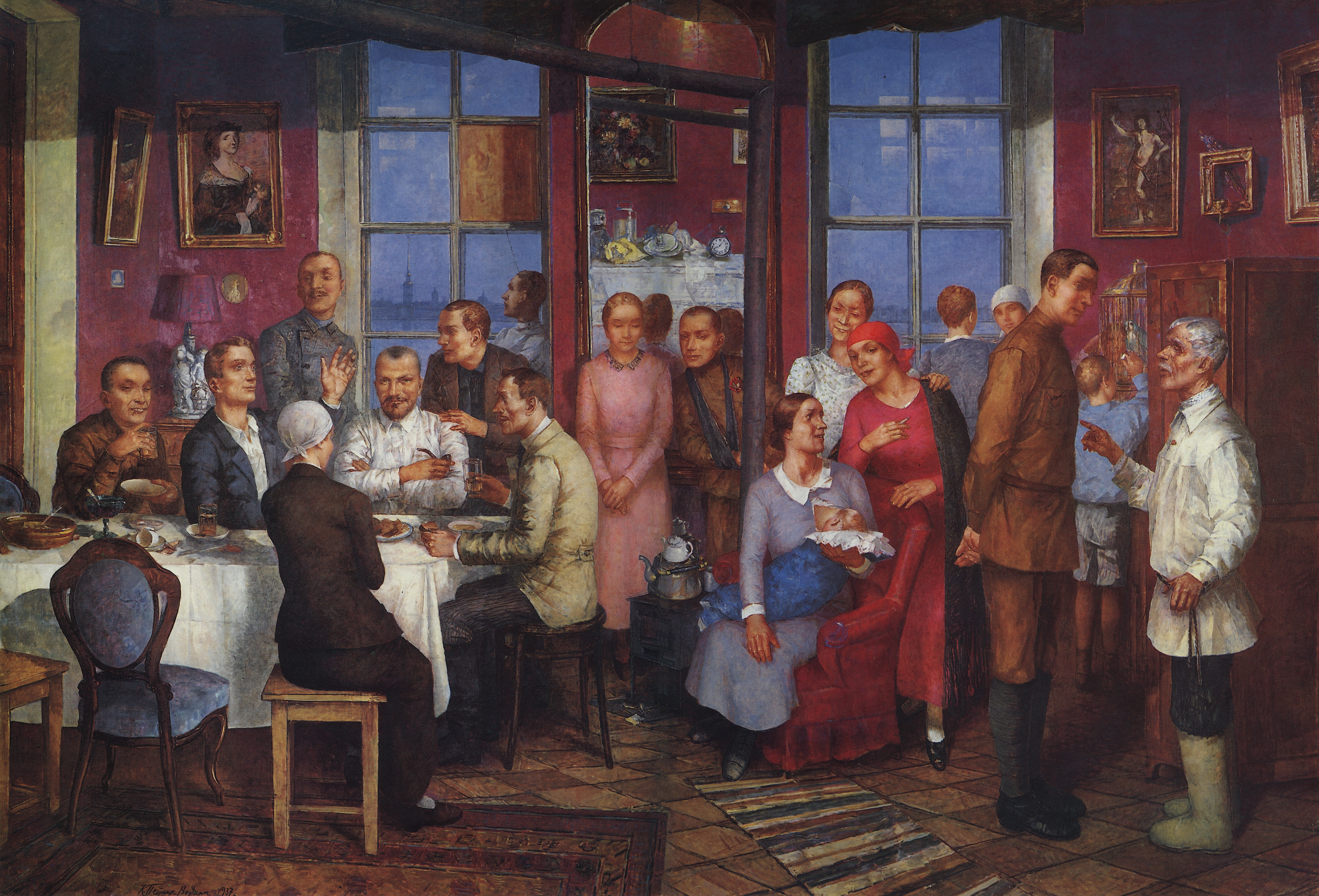
Verhuisfeest
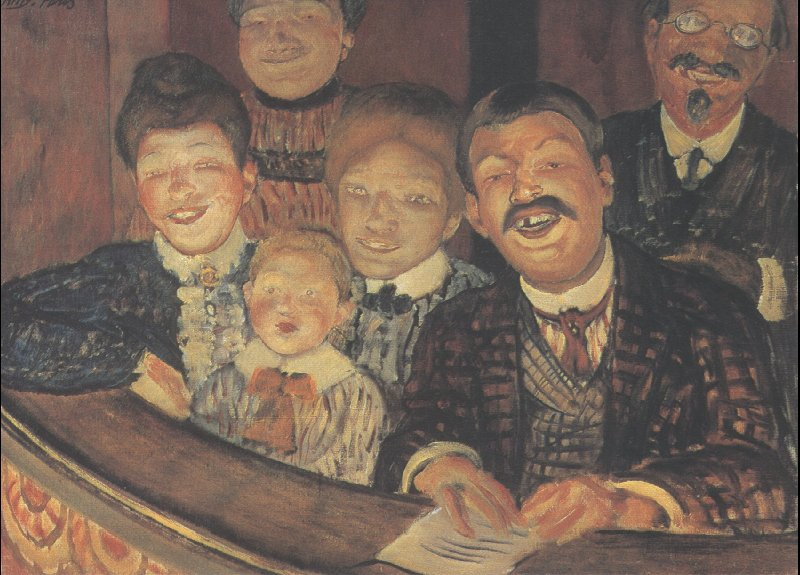
Theater - Blijspel
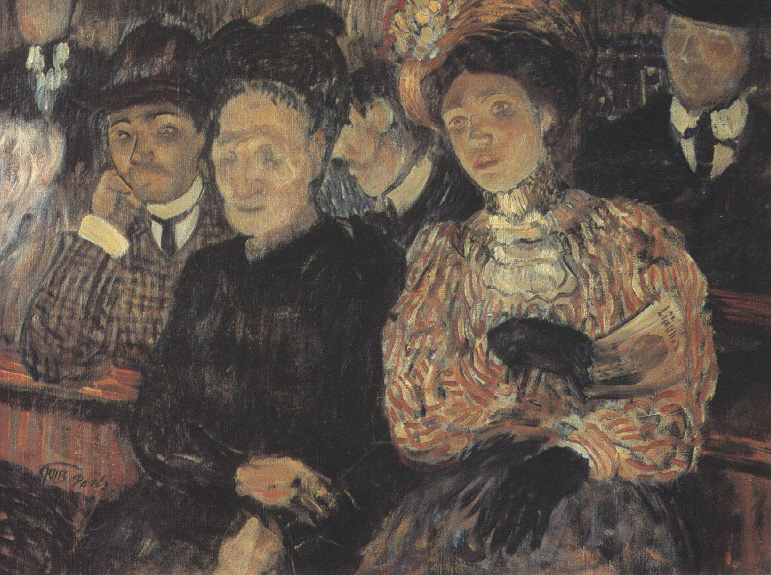
Theater - Tragedie
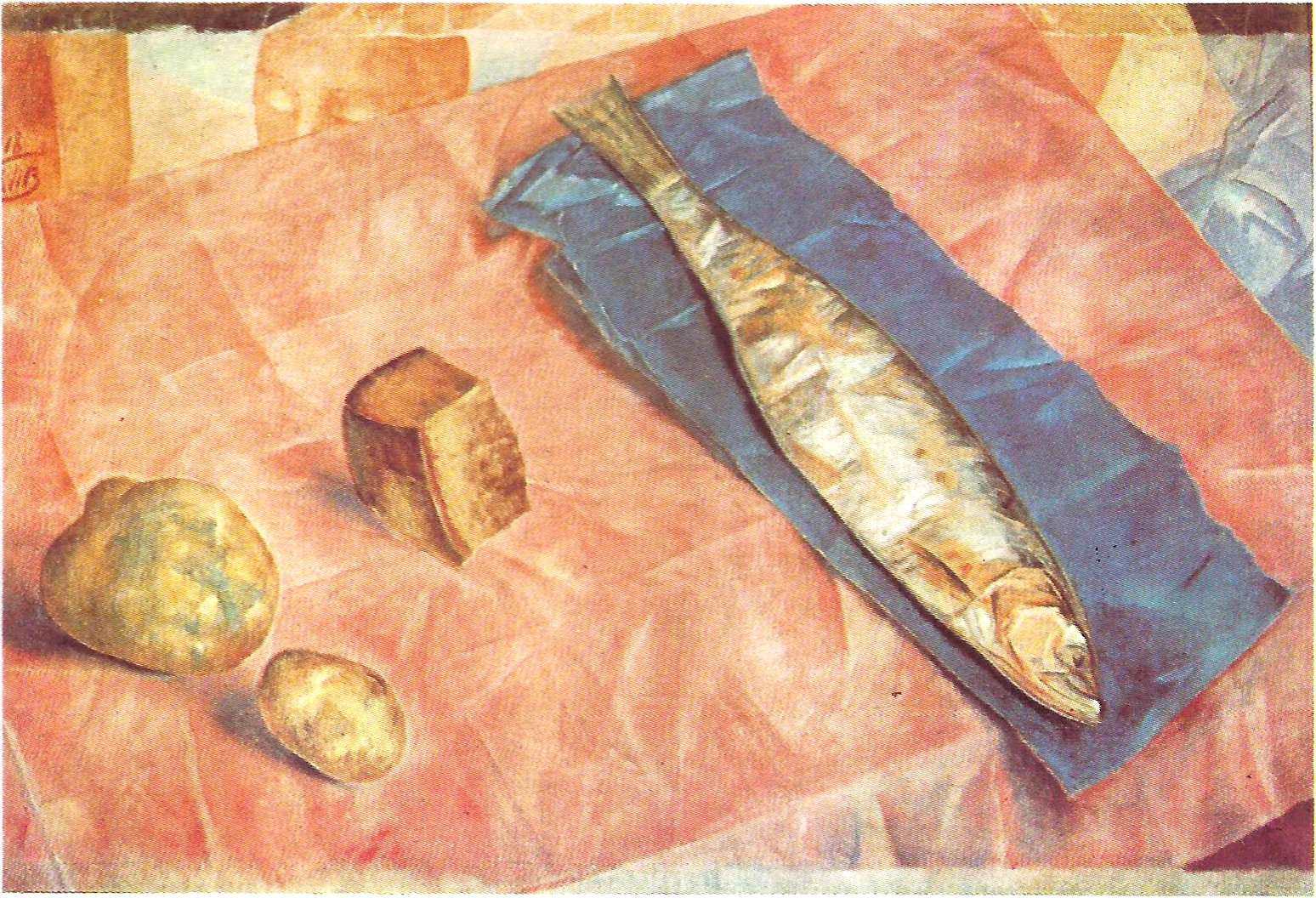
Haring
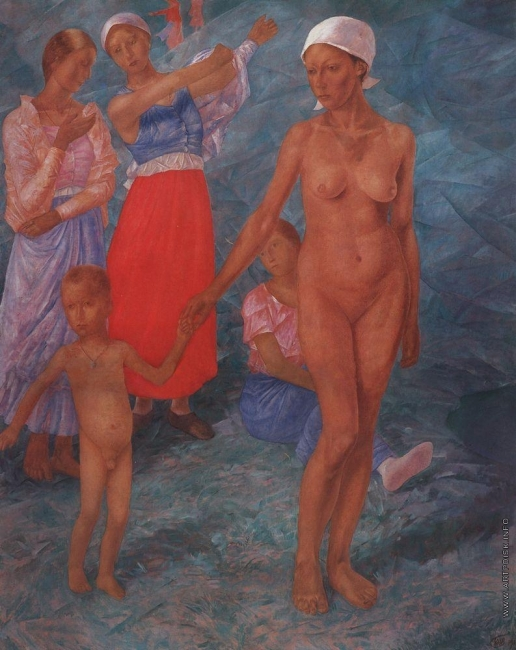
Ochtendbad
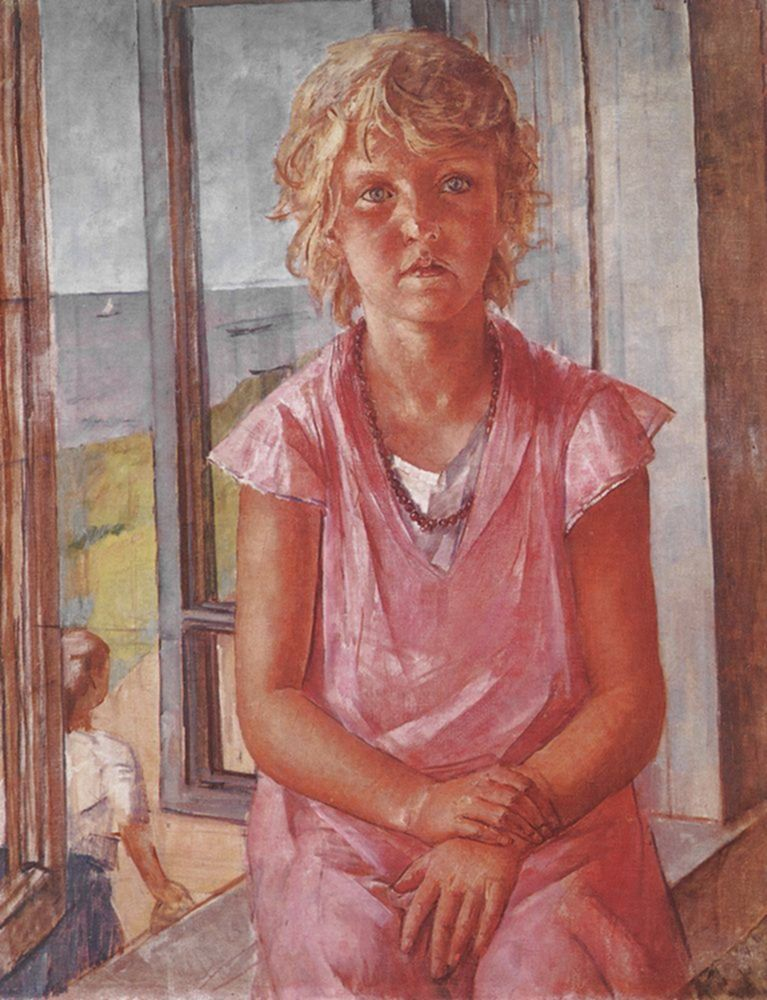
Vissersdochter
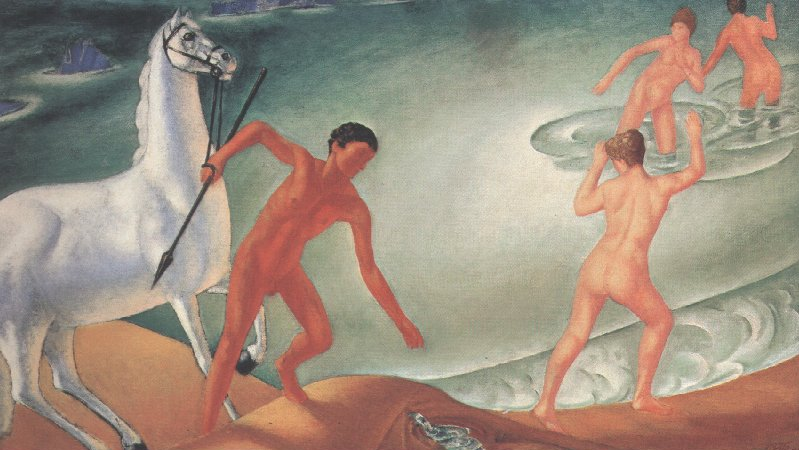
Dorstige krijger
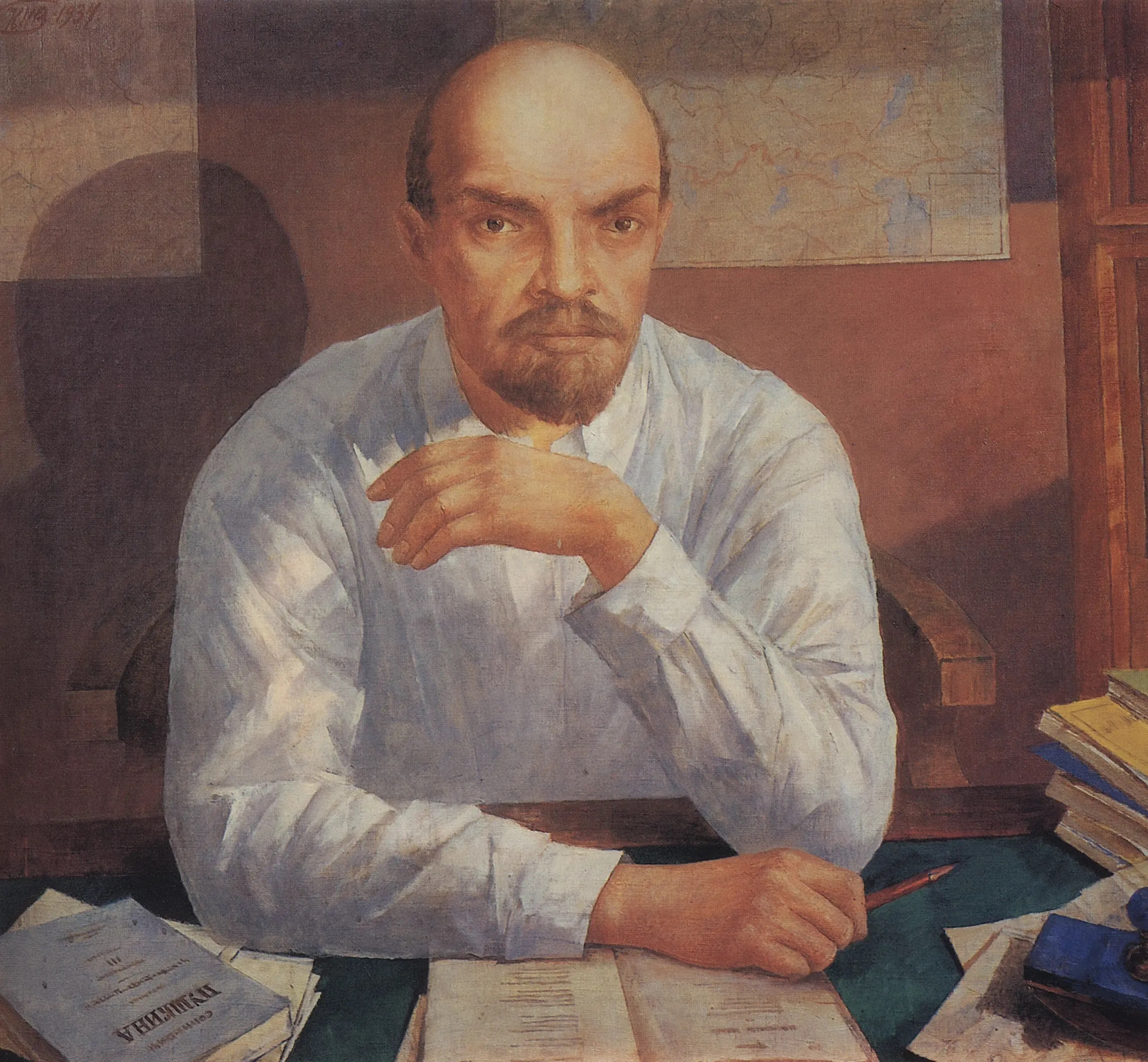
Lenin

- Biblioteca Nacional de España: XX1069575
- Bibliothèque nationale de France: cb15952772q (data)
- Gemeinsame Normdatei: 118740415
- International Standard Name Identifier: 0000 0001 1035 7845
- Library of Congress Control Number: n82082455
- Nationale Bibliotheek van Letland: 000093428
- MusicBrainz: ac4dd746-32ab-474f-a59d-ee03030c5016
- National Gallery of Victoria: 6814
- Nationale Bibliotheek van Tsjechië: jo2002106498
- Nationale Bibliotheek van Israël: 987007307735705171
- Nederlandse Thesaurus van Auteursnamen: 071000844
- RKD-Nederlands Instituut voor Kunstgeschiedenis: 63023
- LIBRIS: 83538
- SNAC: w61c3dfv
- Système universitaire de documentation: 123618444
- Union List of Artist Names: 500014171
- Virtual International Authority File: 3266053
- WorldCat: E39PBJc7QgtvGGG9rDpvYTKKh3